# Сашо Борисов
Сашо Борисов Христов (роден на 22 юли 1955 г.) е бивш български футболист, защитник. По време на състезателната си кариера записва общо 305 мача с 6 гола в А група за отборите на Миньор (Перник), Академик (София), Спартак (Варна) и ЦСКА (София). Има също 13 мача за националния отбор на България.

## Футболна кариера
Родом от Радомир, Борисов започва кариерата си в местния клуб Червено знаме (Радомир). Дебютира за мъжкия състав още на 15-годишна възраст през 1970 г. Докато отбива военната си служба играе за Велбъжд (Кюстендил), а през 1975 г. преминава в елитния Миньор (Перник). Дебютира официално в А група в 12-ия кръг от сезон 1975/76 при равенство 0:0 с Тракия (Пловдив). За Миньор изиграва 39 мача в първенството, в които бележи 3 гола.
През лятото на 1977 г., след като Миньор изпада от А група, Борисов преминава в Академик (София). Остава при „студентите“ общо 5 сезона. За отбора изиграва 94 мача в елитното ни първенство, както и 2 мача в Купата на УЕФА. През есента на 1981 г. е титуляр в сблъсъците на Академик срещу немския Кайзерслаутерн.
През 1982 г. Борисов преминава в Спартак (Варна), където става част от една от най-силните генерации в историята на „соколите“. С отбора достига до финал за Купата на България през сезон 1982/83, който е загубен с 0:4 от ЦСКА, а също печели бронзовите медали в първенството през 1983/84. През есента на 1983 г. играе в четири мача за Спартак от турнира КНК, включително в двата двубоя срещу английския колос Манчестър Юнайтед. За Спартак изиграва общо 113 мача в А група и отбелязва 2 гола.
На 31-годишна възраст Борисов е привлечен в ЦСКА (София) от треньора Димитър Пенев. През сезон 1986/87 е твърд титуляр в състава на „армейците“, с които печели дубъл. Играе във всички 30 мача от първенството. През следващия сезон записва 19 мача с 1 гол в А група. За ЦСКА изиграва също 3 мача в евротурнирите – 1 в КЕШ и 2 в Купата на УЕФА.
През 1988 г. Борисов напуска ЦСКА и преминава в Миньор (Перник), където играе още един сезон. След това за кратко носи екипа на Септември (София). Заминава за Малта, където играе близо 4 години за Моста и Мабба, преди да сложи край на кариерата си на 39-годишна възраст през 1994 г. като футболист на Хасково.

## Треньорска кариера
От 2002 г. до 2006 – треньор на Конелиано (Герман), през сезон 2006 – 2007 треньор в ДЮШ на ЦСКА, от 1 юли 2007 г. е треньор на ЦСКА – Б, от август 2007 г. – треньор в ДЮШ на ЦСКА. От 5 март 2009 до 13 януари 2010 г. е помощник-треньор в ЦСКА по времето на Любослав Пенев. Старши треньор на ЦСКА през сезон 2010/11 г.
От лятото на 2011 г. става старши треньор на Академик (София). От пролетта на 2015 г. е помощник-треньор на ЦСКА (София). От 2015 г. е старши треньор в ДЮШ на ЦСКА. От средата на 2020 г. е главният скаут в ДЮШ на ЦСКА.

## Успехи
Спартак (Варна)
- А група:
  -  Бронзов медалист: 1983/84

- Купа на България:
  -  Финалист: 1982/83

ЦСКА (София)
- А група:
  -  Шампион: 1986/87

- Купа на България:
  -  Носител: 1986/87